# Ayaş
Ayaş város és Ankara tartomány egyik körzete Törökországban. Neve ősi török eredetű, jelentése „ragyogó, fényes”. A városközponttól 58 km-re fekszik, a területén fekvő hegyek magassága eléri az 1500 métert. A területet 1073-ban hódították el a szeldzsuk törökök, oszmán kézre 1354-ben került. A körzet gazdag történelmi műkincsekben, több középkori mecset, konak (hagyományos török udvarház), törökfürdő és türbe található itt, és termálfürdőiről is nevezetes. Gazdaságára leginkább a mezőgazdaság jellemző, fő termények a paradicsom, a cseresznye és az alma. Az ipar nem jellemző a vidékre, egyetlen lisztgyár működik csupán.